# Људска права у Србији
Људска права у Србији су производ који одражава друштвене норме земље, локалне политичке процесе, државно - правну историју и спољне односе са странкама као што је Европска унија. Као и људска права уопштено, ова права се штите кроз континуирано уграђивање глобалних норми у правне системе и спровођење закона, са циљем да се носиоци дужности држе одговорним за њихово доношење и обештећење за жртве њиховог кршења. Недавни извештаји Human Rights Watch-а примећују упорне недостатке са системским искључивањем ромске мањинске популације, узнемиравањем медија и ЛГБТ популације, и неисправном заштитом азила (посебно за децу).

## Преглед
Током распада Југославије Србија је била често оптуживана за кршење људских права, највише у Босни и Херцеговини. Србија као држава, међутим, није имала везе са ратом у Босни и Херцеговини. Неки од људи који су учествовали у српским снагама у Босни и Херцеговини били су окривљени за злочине против човечности и на крају оптужени од стране Међународног кривичног суда за бившу Југославију.
Последњи периодични извештаји Комитета за људска права Уједињених нација о Србији примећују позитивне аспекте као што је усвајање прогресивно инклузивног законодавства. Међутим, наведена питања која изазивају забринутост укључују недовољну имплементацију и финансирање антидискриминаторних мера, упорно искључивање Рома, дискриминацију ЛГБТ и ХИВ+ особа, недостатак правне заштите за особе са инвалидитетом, недовољан приступ личним документима за избегла и расељена лица. народа и општи неуспех у прикупљању информација о етничким и расним мањинама како би се обезбедило одговорно извештавање.

## По региону
После сукоба, у страху за своју безбедност, претпоставља се да је до 250.000 Срба и других етничких мањина напустило своје домове на Косову да би отишло на север.
Један од примера ефикасне полицијске примене против етничког насиља био је напад на Србина Зорана Петровића из Новог Сада у Темерину 26. јуна 2004. године. У нападу је учествовало пет младих етничких Мађара: Иштван Маријаш, Жолт Илеш, Арпад Хорват, Золтан Сакал, и Јожеф Урач. Они су напали су и мучили (убацивањем бејзбол палице у анус) господина Петровића и замало га убили. То је покренуло поређења са сличним догађајем на Косову и Метохији крајем осамдесетих година, када је неколико Албанаца Ђорђу Мартиновићу убацило флашу у анус, што је покренуло неке од догађаја из сукоба на Косову. То је у неким медијским извештајима протумачено као симболична сврха подсећања Срба на погубљивања на колцима у периоду османске владавине.  Архивирано на веб-сајту  (27. септембар 2007) Петорица злочинаца осуђена су и изречена им је законом прописана казна, односно од 11 до 15 година затвора.

## Недавни извештаји Уједињених нација
Трећи периодични извештај о грађанским и политичким правима у Србији закључен је 2017. године, а други периодични извештај о економским, социјалним и културним правима закључен 2014. године. Они истичу мере предузете у циљу остваривања људских права од претходног извештавања у Србији, као и актуелна питања која изазивају забринутост. Позитивни аспекти укључују:
- ратификација или приступање више међународних конвенција и протокола о људским правима
- усвајање националних стратегија за родну равноправност и антидискриминацију и акционих планова против корупције, трговине људима и насиља у породици.
- Доношење националне стратегије запошљавања са субвенцијама за запошљавање Рома
- Промене закона о социјалној заштити и образовном систему које промовишу социјалну инклузију
- Правна заштита за запослене мајке и труднице
- Нови закон о спречавању насиља у породици из 2016. године, као и појачани напори на проналажењу несталих лица.

Међутим, аутори примећују и упорне злочине из мржње, дискриминацију и/или недостатак правне заштите, посебно за Роме, ЛГБТ и ХИВ+ особе, особе са инвалидитетом, интерно расељена лица, избеглице и тражиоце азила, верске мањине, а посебно жене и деца унутар ових група. Они такође примећују забринутост у вези са трговином људима и радном експлоатацијом, неадекватном применом закона о азилу и заштити деце која траже азил, ускраћивањем државних пензија за претходно расељене људе, неадекватном законском одговорношћу за кршења људских права у прошлости и ниским нивоом заштите права преко владе праћење. Ови извештаји садрже сугестије о прогресивном раду на унапређењу заштите људских права Србије , сличне сугестијама које се држе као примарни услов у преговорима Србије за улазак у ЕУ.